# Cryptomastix devia
Cryptomastix devia är en snäckart som först beskrevs av Gould 1846.  Cryptomastix devia ingår i släktet Cryptomastix och familjen Polygyridae. Inga underarter finns listade i Catalogue of Life.